# Peltogyne floribunda
Peltogyne floribunda là một loài thực vật có hoa trong họ Đậu. Loài này được (Kunth) Pittier miêu tả khoa học đầu tiên.